# Paraphlepsius strobi
Paraphlepsius strobi är en insektsart som beskrevs av Fitch 1851. Paraphlepsius strobi ingår i släktet Paraphlepsius och familjen dvärgstritar. Inga underarter finns listade i Catalogue of Life.